# Venetus A
Venetus A  di Atene conservato presso la Biblioteca nazionale Marciana di Venezia come Codex Marcianus Graecus 454, ora 822.
Il Venetus A è il manoscritto più famoso dell'Iliade di Omero, considerato da alcuni come il testo più fedele alla lezione originale del poema. Oltre al testo dell'Iliade, il Venetus A conserva numerosi livelli di annotazioni, glosse e commenti noti come Scholia A, e un riassunto del Ciclo troiano che è la fonte più importante tramandataci riguardo ai poemi epici greci perduti.

## Contenuto
Il Venetus A conserva:
- il testo integrale dell'Iliade in greco antico
- note critiche che, come dimostrato da ritrovamenti di antichi papiri, riflettono piuttosto fedelmente le note dell'edizione aristarchea dell'Iliade
- estratti parziali dalla Crestomazia di Eutichio Proclo, in particolare la Vita di Omero e i riassunti di tutti i poemi del Ciclo troiano eccetto i Cypria
- due serie di scoli all'Iliade:
  - gli Scholia A, derivati in gran parte dall'opera di Aristarco
  - gli Scholia D, riguardanti difficoltà interpretative sul significato di alcune parole
  - un numero esiguo di scoli esegetici

## Origine
Nessuna delle opere da cui derivano gli scoli conservati nel Venetus A è stata tramandata, pertanto risalire dagli scoli alle fonti originarie è straordinariamente difficile. Lo studio degli scoli dell'Iliade è uno dei temi di ricerca più attivi della filologia omerica.
Gli Scholia A, per i quali il Venetus A è la fonte principale, derivano dal cosiddetto "VMK" o Viermännerkommentar (Commento dei quattro autori), costituito dai commentari di Aristonico d'Alessandria, Didimo Calcentero, Elio Erodiano e Nicanore di Alessandria. La fonte principale per gli Scholia A fu probabilmente una raccolta delle loro opere, piuttosto che le opere singole. Inoltre, dato che tutti e quattro gli studiosi sono ascrivibili alla tradizione alessandrina di Aristarco di Samotracia, una buona parte degli Scholia A possono risalire a Aristarco stesso.
La relazione tra gli scoli A e le altre tradizioni di scoli all'Iliade è molto più discutibile e confusa. Un testo ormai perduto, noto come "ApH" dal nome dei suoi autori "Apione e Erodoro", è la chiave per ricostruire queste relazioni. Eustazio nel suo commento all'Iliade fa spesso riferimento a "Apione e Erodoro" come fonte e comparando il commento di Eustazio con gli scoli A si può affermare che "ApH" è in stretta relazione con gli scolia A.
Per il Venetus A sono stati proposti due stemmata rispettivamente da van der Valk e Erbse:
|                                                                                                   |                                                                                            |
| Ricostruzione delle fonti per il Venetus A secondo Van der Valk; in grassetto i testi pervenutici | Ricostruzione delle fonti per il Venetus A secondo Erbse; in grassetto i testi pervenutici |

La ricostruzione di Erbse è considerata la più accurata.
Un'altra fonte importante per A è un gruppo di scoli su questioni mitografiche e allegoriche derivato dalle Questioni omeriche di Porfirio. L'edizione standard attuale dell'Iliade, quella di Erbse, omette questo gruppo di scoli.

## Storia
Il Venetus A risale alla metà del X secolo. Tutti i testi conservati dal manoscritto, tra i quali l'Iliade, le note critiche e due gruppi di scoli di mani diverse, risalgono allo stesso periodo.
Non sappiamo con esattezza quando il Venetus A fu portato in Italia. Si riteneva che fu Giovanni Aurispa a portarlo in Italia. In una lettera del 1424 a Traversari Aurispa dice di aver portato quattro volumi dalla Grecia:
(Giovanni Aurispa, Carteggio, a c. di R. Sabbadini, 1931)
Aurispa era in possesso dei due volumi già nel 1421 quindi si può supporre che li avesse portati dal suo viaggio in Grecia del 1413. Per molto tempo si ritenne che i due volumi citati da Aurispa fossero il Venetus A e il Venetus B, più di recente è stato invece fatto notare che il Venetus A e B elencano più autori come loro fonti, non solo Aristarco, e che Aurispa avrebbe sicuramente citato la lista di autori nella sua lettera a Traversari. Diller ha suggerito che i due volumi citati nella lettera di Aurispa siano il Laurentianus LIX 2 e il Laurentianus LIX 3, una copia in due volumi del commento all'Iliade di Eustazio con correzioni dello stesso Eustazio.
Il Venetus A entrò in possesso del Cardinal Bessarione, l'umanista greco a cui va ascritto il merito di aver promosso la riscoperta della letteratura greca nell'Occidente durante il Rinascimento. Bessarione raccolse più di mille manoscritti, tra i quali l'unico testo completo dei Deipnosophistai di Ateneo, l'autografo dell'Antologia di Massimo Planude e il Venetus A.
Nel 1468 Bessarione donò la sua biblioteca alla Repubblica di Venezia continuando peraltro ad arricchirla di volumi fino alla sua morte (1473). Questa donazione costituisce il nucleo originario della Biblioteca nazionale Marciana.
Il primo studioso ad aver utilizzato il Venetus A fu Martino Filetico intorno al 1480, seguito da Vettor Fausto nel 1546 o 1547.
Nel 1554 la biblioteca di Bessarione fu trasferita nella Libreria Sansoviniana, dove è tuttora conservata.
Il Venetus A fu praticamente dimenticato fino a che Villoison non lo riscoprì e pubblicò insieme agli "Scoli B" ricavati dal Venetus B nel 1788. L'edizione di Villoison è la prima ad includere gli Scoli A e B e funse da catalizzatore per gli studi di Friedrich August Wolf. In particolare grazie alla possibilità di analizzare gli Scoli A e B, Wolf poté dimostrare che l'epica omerica fu trasmessa oralmente per lungo tempo, prima di venir fissata nella scrittura. Questa tesi rivoluzionaria sta alla base dei suoi Prolegomena ad Homerum, che hanno profondamente influenzato la filologia omerica.
Nel 2007 il Venetus A è stato digitalizzato in immagini ad alta risoluzione e rilasciato sotto licenza Creative Commons grazie al progetto Homer Multitext  del Center for Hellenic Studies of Harvard University.

### Edizioni degli Scoli A
- Villoison, 1788—scoli A e B
- Bekker, 1825-26—scoli A e B
- Heyne, 1821-27—scoli D o "scholia minora"
- Lehrs, 1848—Elio Erodiano (ricostruito dal VMK)
- Friedländer, 1850—Nicanore (ricostruito dal VMK)
- Friedländer, 1853—Aristonico (ricostruito dal VMK)
- Schmidt, 1854—Didimo (ricostruito dal VMK)
- Karl Wilhelm Dindorf e Ernst Maass, 1875-1888—scoli A, B e T
- Nicole, 1891—scoli Ge
- Comparetti, 1901—edizione anastatica del Venetus A
- Erbse, 1969-1988—tutti gli scoli all'Iliade, eccetto gli scoli D e gli scoli mitografici ed allegorici derivati da Porfirio
- Van Thiel, 2000—scoli D o "scholia minora"